# Encs
Encs est une ville hongroise située dans le comitat de Borsod-Abaúj-Zemplén en Hongrie septentrionale.

## Histoire
Communes incorporées au territoire d'Encs:
- Abaújdevecser (en 1984)
- Fügöd (en 1984)
- Gibárt (entre 1984 et 2006)

## Jumelages
La ville d'Encs est jumelée avec :
- Bad Dürrenberg (Allemagne)
- Ghelința (Roumanie)
- Kępno (Pologne)
- Moldava nad Bodvou (Slovaquie)